# Stanisław Śrutwa
Stanisław Śrutwa (ur. 10 lutego 1950 r. w Bystrzycy Kłodzkiej, zm. 13 lutego 2020 r.) – polski nauczyciel, piłkarz ręczny, trener siatkówki, tenisa, piłki ręcznej i koszykówki.

## Życiorys
Urodził się w 1950 roku w Bystrzycy Kłodzkiej. Swoje dzieciństwo i wczesną młodość spędził w Gorzanowie, skąd pochodzili jego rodzice. Po ukończeniu kolejno szkoły podstawowej w rodzinnej miejscowości kontynuował dalszą edukację w Liceum Ogólnokształcącym im. Powstańców Śląskich w Bystrzycy Kłodzkiej, gdzie w 1969 roku pomyślnie zdał egzamin maturalny. Bezpośrednio potem podjął studia na kierunku wychowanie fizyczne na Akademii Wychowania Fizycznego we Wrocławiu, które ukończył w 1974 roku zdobyciem tytułu magistra ze specjalnością nauczycielską. Następnie rozpoczął pracę jako nauczyciel wychowania fizycznego w Kłodzku. W roku akademickim 1978/1979 ukończył Roczne Podyplomowe Studium Trenerskie w Wyższej Szkole Wychowania Fizycznego w Gdańsku pod kierunkiem wybitnego trenera piłki ręcznej prof. Janusza Czerwińskiego, uzyskując tytuł trenera piłki ręcznej II klasy. W latach 1995–1999 pełnił funkcję dyrektora kłodzkiego I Liceum Ogólnokształcącego im. Bolesława Chrobrego. Był pierwszym dyrektorem szkoły wyłonionym w formie konkursu na to stanowisko.
W czasie edukacji w szkole średniej zapisał się do sekcji piłki ręcznej lokalnej drużyny Krokus Bystrzyca Kłodzka, a następnie zasilił szeregi Nysy Kłodzko, uczestnicząc w rozgrywkach ligowych organizowanych przez Związek Piłki Ręcznej w Polsce. W 1984 roku prowadzona przez niego Nysa Kłodzko została odznaczona „Diamentową odznaką” Związku Piłki Ręcznej w Polsce za wieloletnią pracę na rzecz rozwoju tej dyscypliny w Polsce. Niestety z powodu braku odpowiedniego zaplecza sekcja przestała istnieć w 1988 roku, a próby jej reaktywowania trzy lata później również zakończyły się niepowodzeniem.
Poza piłką ręczną w kręgu jego sportowych zainteresowań znajdowała się koszykówka. W latach 2003–2005 był pierwszym trenerem nowo powstałego seniorskiego zespołu koszykówki Zetkamy Dorala Nysy Kłodzko. Ponadto od wielu lat prowadził rodzinną firmę zajmującą się szkoleniem tenisowym, który był jego kolejną sportową pasją. W 2006 roku wrócił do bycia szkoleniowcem piłki ręcznej, przez kilka lat prowadząc drugoligowy zespół Krokusa Bystrzyca Kłodzka, a następnie zespoły młodzieżowe: Trójki-Saturn Kłodzko i Lwa Kłodzko (do 2018 roku). Współpracował ze Szkolnym Związkiem Sportowym, gdzie pełnił funkcję przewodniczącego powiatowego SZS w Kłodzku.
Zmarł w 2020 roku i został pochowany na cmentarzu komunalnym w Polanicy-Zdroju, gdzie mieszkał z żoną i córkami.

## Źródła
- D. Broniszewski, Ostatnia droga Stanisława Śrutwy, artykuł na stronie klubu Nysa Kłodzka z dn. 18.02.2020 [on-line] [dostęp 2020-10-11]
- Popularna Encyklopedia Ziemi Kłodzkiej, pod red. M. Kowalcze i J. Laski, tom IV: Ś-Ż, Kłodzkie Towarzystwo Oświatowe, Kłodzko 2011.